# Doucy-en-Bauges
Doucy-en-Bauges is een gemeente in het Franse departement Savoie (regio Auvergne-Rhône-Alpes) en telt 93 inwoners (2009). De plaats maakt deel uit van het arrondissement Chambéry.

## Geografie
De oppervlakte van Doucy-en-Bauges bedraagt 12,3 km², de bevolkingsdichtheid is dus 7,6 inwoners per km².
De onderstaande kaart toont de ligging van Doucy-en-Bauges met de belangrijkste infrastructuur en aangrenzende gemeenten.

## Demografie
Onderstaande figuur toont het verloop van het inwonertal (bron: INSEE-tellingen).

1. ↑  Populations de référence 2022.